# بلوار کریم‌خان زند (شیراز)

بلوار کریم‌خان زند یا بلوار زند، یکی از بلوارهای شهر شیراز و از قدیمی ترین خیابان‌های شهر می‌باشد که از میدان نمازی آغاز و در میدان ولیعصر به پایان می‌رسد. این خیابان یکی از مهم‌ترین خیابان و شاهراه‌های اقتصادی و تاریخی شهر شیراز است.

## تاریخچه
اولین سنگ بنای ایجاد بلوار زند به دوران حکومت امام‌قلی‌خان بر فارس می‌رسد. اما قلی‌خان می‌خواست به تقلید از چهارباغ اصفهان و معماری صفویان در اصفهان دو خیابان در شیراز ایجاد کند که یکی از آن‌ها خیابان زند و دیگری تنگ الله‌اکبر بود.
امام‌قلی خان که در سال ۱۰۲۲ قمری جانشین پدرش  الله‌وردی خان در حکومت فارس شد، سعی داشت توسعه مد نظر پدرش را در این شهر ادامه دهد.
در دوره صفویه، خیابان اول اهمیت بیشتری داشت، موضوعی که در دوره‌های زندیه و قاجاریه هم استمرار داشت و در زمان امام‌قلی‌خان چندین باغ در این مسیر سامان یافت و در دوره‌های زندیه و قاجاریه هم باغ‌هایی مانند باغ‌نو و باغ جهان‌نما، احداث و ایجاد شد. به‌هرحال عمر امام‌قلی‌خان کفاف نداد که چهارباغ را ایجاد کند. در دوران زندیه، توجه به خیابان دوم با احداث باغ‌های مختلفی نمود داشت، بطوریکه کریمخان، باغی را برای پسرش در این محدوده ایجاد کرد که به باغ ابوالفتح‌خانی معروف شد، باغی در ضلع شرقی باغ ارم.
با ایجاد و گسترش باغ‌ها، که باغ صفا هم یکی از آنها بود،‌ خیابان زند به تدریج شکل گرفت و در شرق این خیابان و نقطه‌ای که اکنون به چهارراه زند مشهور است، زمین چوگانی احداث شد. در دوران قاجار، این خیابان بیشتر مورد توجه قرار داشت و بر تعداد باغ‌ها افزوده شد و آمدن سفارت انگلیس به این خیابان،‌ بر اهمیت آن افزود.
در همان دوران زردشتی‌ها باغ عضدالدوله را خریداری و به آتشکده تبدیل کردند. مکانی که در کنار خانه فرهنگ فعلی و حدفاصل خیابان‌های خیام و انوری قرار دارد.
با استقرار و فعال شدن سفارت انگلیس به‌عنوان یکی از ارکان توسعه سیاسی در حوزه بین‌الملل، در اواخر قاجار، زیرسازی خیابان زند آغاز شد و از دروازه شاه (میدان شهداء) تا میدان امام حسین(ع) که آن موقع به فلکه حوض معروف بود، مسیر زیرسازی شد و احمدشاه هم به شکل رسمی از این خیابان عبور کرد.
در دوران پهلوی اول، مسیر مجددا شن‌ریزی شد و وسط آن هم یک باغچه ایجاد کردند و تقریبا به شکل کنونی در آمد و از سال ۱۳۱۰ به بعد آرام آرام واحدها و اماکن تجاری، دو طرف خیابان شکل گرفت و توسعه یافت و بافت پشت مغازه‌ها به‌عنوان بخش تجاری، انشعاب‌های مسکونی جدید ایجاد شد.

## مسیر
| از شرق به غرب                    | از شرق به غرب                                     | از شرق به غرب |
| -------------------------------- | ------------------------------------------------- | ------------- |
| میدان ولیعصر                     | بلوار مدرس بلوار سلمان فارسی (پیرنیا) خیابان تختی |               |
| ایستگاه متروی ولیعصر             |                                                   |               |
|                                  | خیابان زینبیه خیابان کشاورز                       |               |
| ایستگاه متروی وکیل‌الرعایا        |                                                   |               |
| زیرگذر زند                       |                                                   |               |
| میدان شهرداری                    | خیابان هجرت خیابان پیروزی                         |               |
| چهارراه زند                      | خیابان توحید (داریوش) خیابان سعدی                 |               |
| ایستگاه متروی زندیه              |                                                   |               |
|                                  | خیابان رودکی                                      |               |
|                                  | خیابان انوری                                      |               |
|                                  | خیابان خیام                                       |               |
| میدان امام حسین (ستاد)           | بلوار آزادی خیابان انقلاب اسلامی (مشیر فاطمی)     |               |
| ایستگاه متروی امام حسین          |                                                   |               |
|                                  | خیابان اسدآبادی (پوستچی)                          |               |
|                                  | خیابان فقیهی (صورتگر)                             |               |
|                                  | خیابان ۷ تیر (۲۰ متری)                            |               |
|                                  | خیابان نشاط                                       |               |
|                                  | خیابان فلسطین (باغشاه)                            |               |
| ایستگاه متروی نمازی پایانه نمازی |                                                   |               |
| میدان نمازی                      | بلوار دانشجو خیابان ملاصدرا                       |               |
| از غرب به شرق                    |                                                   |               |

## دسترسی

### اتوبوس
در این بلوار چندین ایستگاه اتوبوس واحد وجود دارد که پایانه اتوبوس شهری نمازی، کریم‌خان زند غربی، ستاد، کریم‌خان زند شرقی، چهارراه زند، میدان شهدا (شهرداری) و خیابان زند توقف دارند. خطوط ۷۰، ۷۱، ۱، ۲، ۳۵، ۱۴۸ و ۷۸ این بلوار را به دیگر نقاط مهم شهر از جمله پایانه اتوبوس شهری ولیعصر، پایانه قصردشت، شهرک‌های شمال غربی، ابیوردی، پایانه دستغیب و پایانه لشکری متصل می‌کند. این بولوار دارای خط ویژه مخصوص اتوبوس‌های واحد می‌باشد.

### مترو
این بلوار به دلیل اهمیت و همچنین شلوغی و پر رفت و آمدی دارای ۴ ایستگاه مترو است که عبارت‌اند از:
- ایستگاه نمازی
- ایستگاه امام حسین
- ایستگاه زندیه
- ایستگاه وکیل‌الرعایا

## مراکز مهم
این خیابان یا بلوار همچنان اهمیت خود را حفظ کرده‌است، بطوریکه مهم‌ترین مراکز اداری، سیاسی، اقتصادی و همچنین مراکز بهداشتی و پزشکی شیراز در این خیابان مستقر هستند. مهمترین اماکن واقع شده در این خیابان شامل این لیست می‌شوند:

### مراکز اداری، سیاسی، دولتی و نظامی
- استانداری فارس
- دفتر نماینده ولی‌فقیه در فارس و امام جمعه شیراز
- شهرداری شیراز
- دادگستری استان فارس
- ستاد فرماندهی ارشد ارتش استان فارس و استان کهگیلویه و بویراحمد
- سفارت سابق بریتانیای کبیر در شیراز
- جهاد دانشگاهی استان فارس
- خبرگزاری دانشجویان ایران - ایسنا منطقه فارس
- خبرگزاری قرآنی - ایکنا منطقه فارس
- هلال احمر استان فارس
- سازمان انتقال خون دکتر حق شناس
- شرکت بهره برداری نفت و گاز زاگرس جنوبی
- سازمان همیاری شهرداری‌های استان فارس

### مراکز آموزشی
- سازمان مرکزی دانشگاه علوم پزشکی شیراز
- دانشکده پزشکی شیراز
- دانشکده مهندسی، دانشگاه شیراز
- دانشگاه علمی کاربردی جهاد دانشگاهی شیراز
- کتابخانه علامه طباطبایی

### مراکز فرهنگی، تاریخی و گردشگری
- ارگ کریم‌خان
- موزه پارس ( ارامگاه کریم خان زند)
- بازار وکیل
- سینما پرسیا
- سینما بهمن
- سینما ایران
- سینما فلسطین
- سینما پیام
- سینما اریانا
- هتل پارس
- هتل ارم
- ساعت گل شیراز
- پیاده راه وکیل
- بوستان اردی بهشت
- بوستان ولی عصر

### مراکز درمانی
- بیمارستان نمازی
- بیمارستان شهید فقیهی
- بیمارستان شهید دکتر بهشتی
- درمانگاه امام رضا
- درمانگاه مطهری
- درمانگاه پوستچی

## در ادبیات
- خیابان کریم‌خان زند شیراز (همراه با بررسی تاریخی، اجتماعی محله پشت استانداری)، مولف: مصطفی ندیم، انتشارات امید دانا

## گالری

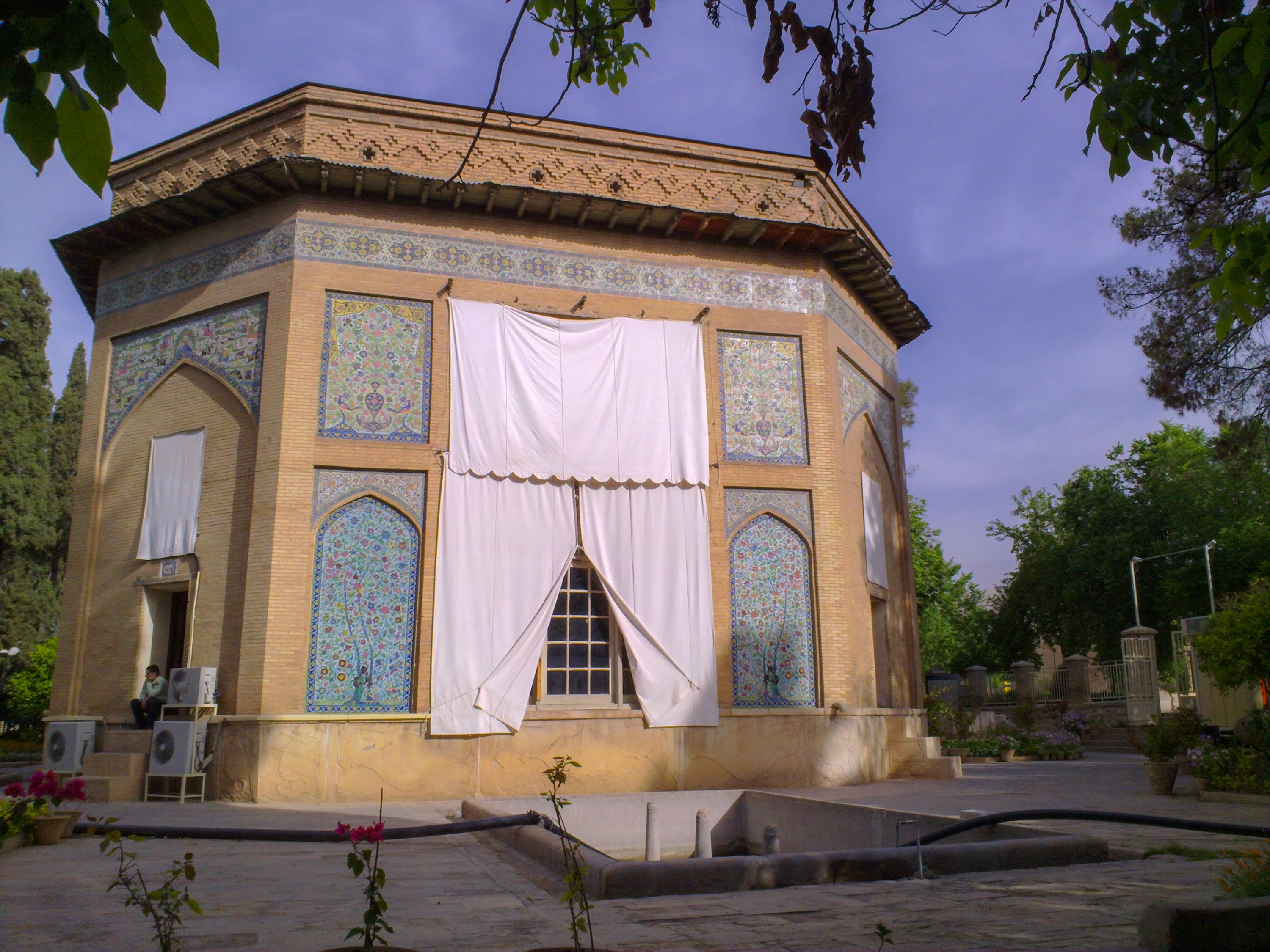
موزه پارس
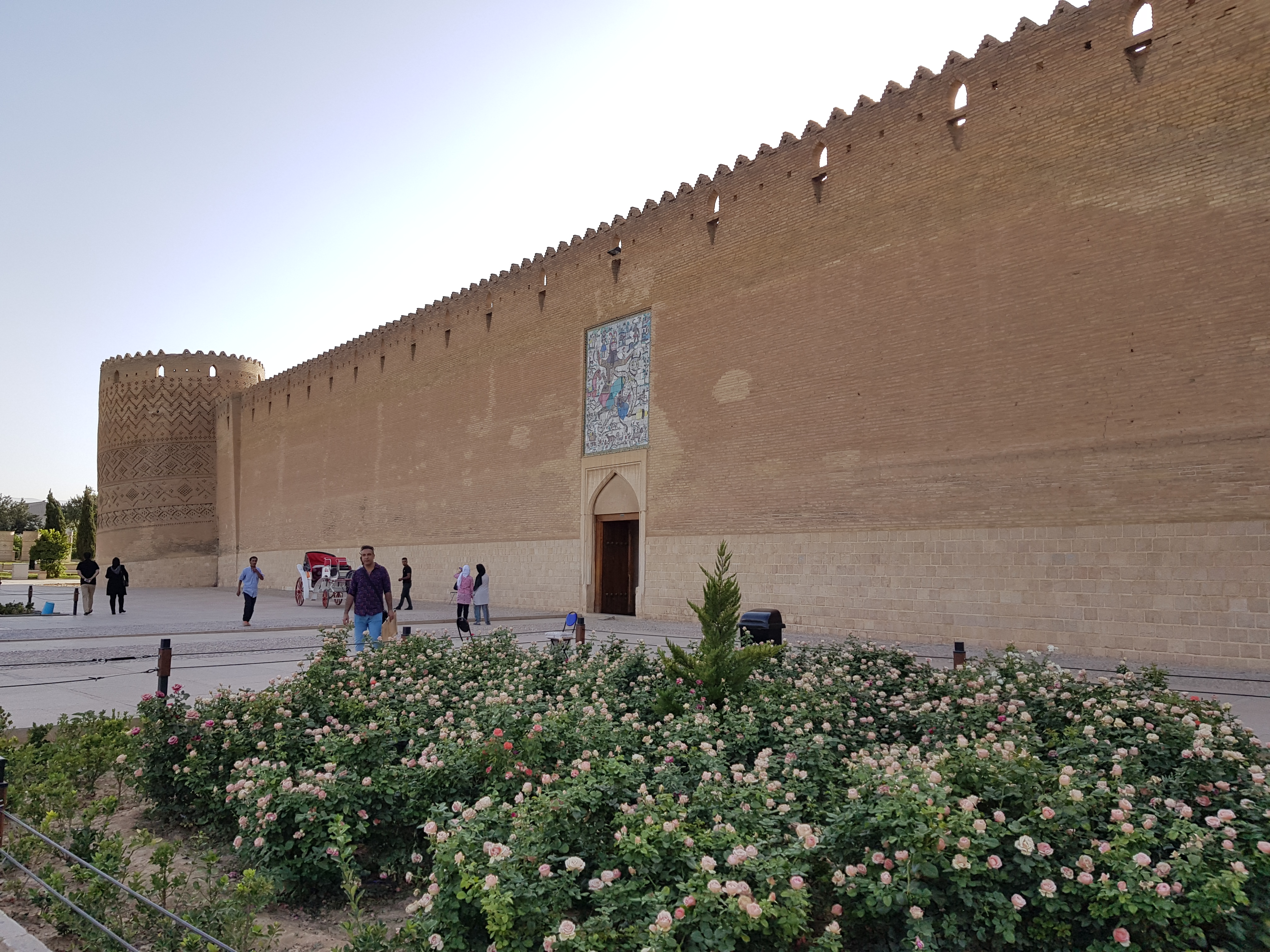
ارگ کریم‌خان زند
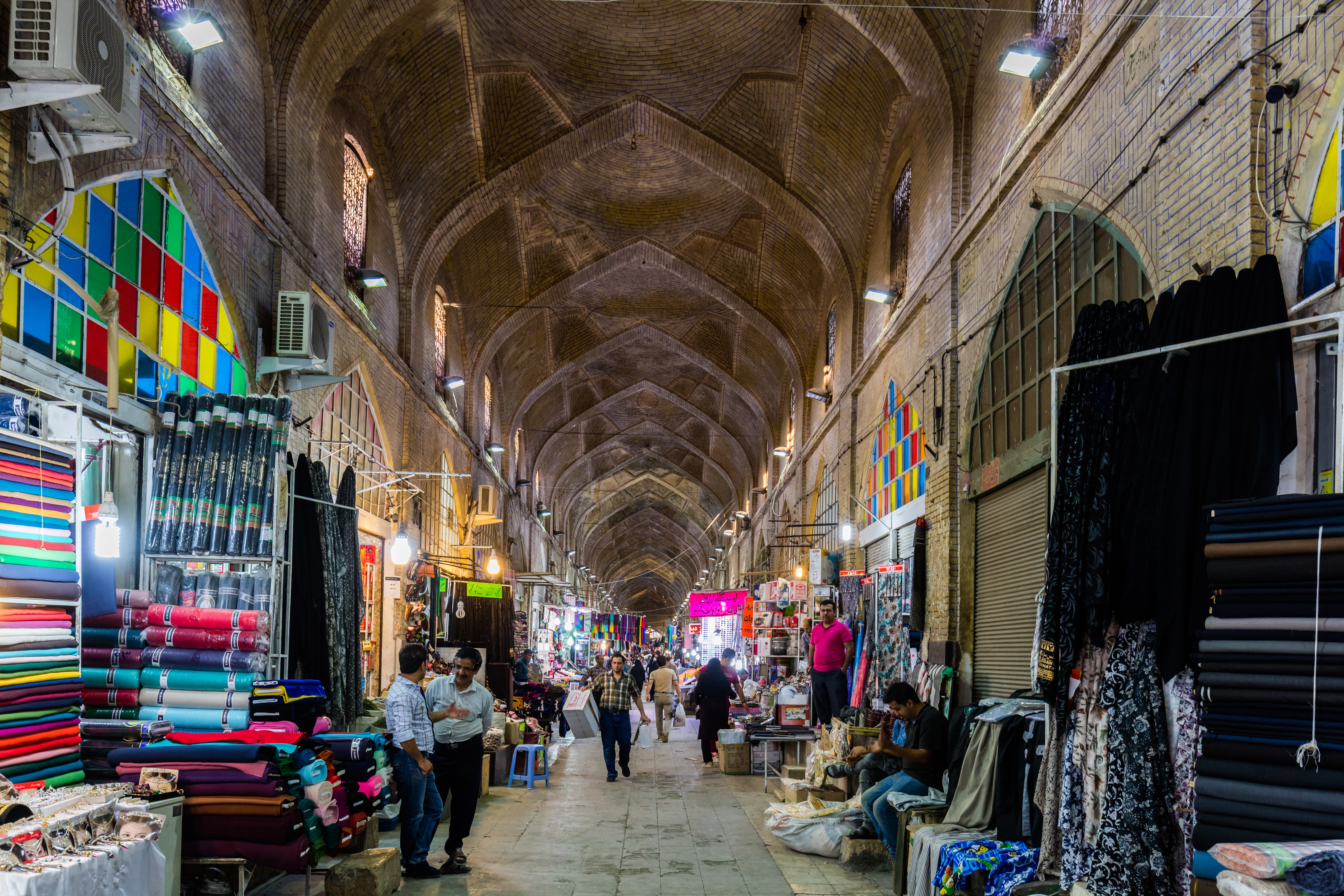
بازار وکیل